# Highland (Indiana, Lake megye)
Highland város az Amerikai Egyesült Államok Indiana államában, Lake megyében. Lakosainak száma 23 984 fő (2020. április 1.).

## Népesség
A település népességének változása:

| 2010 | 23 727 |
| 2020 | 23 984 |